# Lista de episódios censurados de Pokémon
O anime Pokémon, que estreou no Japão em 1 de abril de 1997, teve mais de 1.000 episódios exibidos em 2018. Por várias razões, alguns não são distribuídos ou não foram reexibidos em certos países, enquanto outros foram alterados ou completamente banidos.

## Episódios banidos mundialmente

### "O Soldado Elétrico Porygon" (Episódio 38)
"O Soldado Elétrico Porygon" (でんのうせんしポリゴン, Den'nō senshi porigon) foi ao ar apenas uma vez na TV Tokyo no Japão em 16 de dezembro de 1997, às 18:30 (Horário padrão do Japão, UTC+9). No final do episódio, em uma cena em que Pikachu usa um choque do trovão destrutivo para parar um míssil cibernético, uma explosão pisca luzes vermelhas e azuis rapidamente. Embora flashes vermelhos e azuis tenham sido mostrados no início do episódio, uma técnica chamada "paka paka" tornou essa cena especialmente intensa; esses flashes eram luzes estroboscópicas extremamente brilhantes, com piscadas a uma taxa de cerca de 12 Hz por cerca de 5 segundos em tela quase inteira e, em seguida, por 2 segundos em tela inteira total.
Nesse ponto, alguns espectadores reclamaram de visão embaçada, dores de cabeça, tontura e náusea. Apreensões, cegueira temporária, convulsões e perda de consciência também foram relatados. 685 espectadores, sendo 310 meninos e 375 meninas, foram levados a hospitais por ambulâncias. Embora muitos tenham se recuperado durante a viagem de ambulância, mais de 150 espectadores foram internados em hospitais. Duas pessoas permaneceram hospitalizadas por mais de duas semanas. Outros tiveram convulsões enquanto assistiam a reportagens que reexibiam trechos da cena. Uma fração das 685 crianças tratadas foi diagnosticada com epilepsia fotossensível.
A notícia do incidente se espalhou rapidamente pelo Japão. Em 17 de dezembro, um dia após a transmissão, a TV Tokyo pediu desculpas à população japonesa, suspendeu o programa e disse que investigaria a causa dos ataques. Oficiais agindo sob ordens da Agência Nacional de Polícia interrogaram os produtores da animação sobre o conteúdo e processo de produção. O Ministério da Saúde, Trabalho e Bem-Estar realizou uma reunião de emergência para discutir o caso com especialistas e coletar informações de hospitais. A série foi cancelada temporariamente.
Estudos posteriores mostraram que 5–10% dos espectadores tinham sintomas leves que não precisavam de tratamento hospitalar. Aproximadamente 12.000 crianças relataram sintomas leves, mas eles se assemelhavam mais aos sintomas de uma doença psicogênica em massa do que a uma grande convulsão. Um estudo que acompanhou 103 pacientes ao longo de três anos descobriu que a maioria dos telespectadores não teve mais convulsões. Os cientistas acreditam que as luzes piscantes desencadearam ataques de fotossensibilidade em que estímulos visuais podem causar alteração da consciência. Embora cerca de 1 em 4.000 pessoas sejam suscetíveis a esses tipos de convulsões, o número de pessoas afetadas por essa transmissão foi sem precedentes.
Após a exibição de "Dennō Senshi Porygon", o anime Pokémon teve um hiato de quatro meses. O logotipo do círculo vermelho da TV Tokyo e o texto Chu! (チュッ!) foi removido dos créditos de abertura e finais, o flash foi removido do segmento Quem é esse Pokémon? (だれだ?, Dare da?) no Japão, e a emissora apenas reprisou os primeiros 37 episódios de Pokémon até seu retorno em 16 de abril de 1998. Após o hiato, o dia de exibição mudou de terça para quinta-feira. O tema de abertura foi refeito, telas pretas mostrando vários Pokémon em holofotes foram divididas em quatro imagens por tela, e a animação de abertura omitiu o logotipo da TV Tokyo e o texto Chu!. O segmento Quem é esse Pokémon? foi refeito, começando com uma tela preta sem o flash e continuando na tela azul sem o flash. Antes do incidente, a abertura mostrava uma imagem Pokémon por tela, terminando com o logotipo do círculo vermelho da TV Tokyo e o texto Chu!, e um flash no segmento Quem é esse Pokémon?. Antes da volta da transmissão, foi exibido um programa intitulado "Relatório de Verificação de Problemas do Anime Pokémon" (アニメ ポケットモンスター問題検証報告, Anime Poketto Monsutā Mondai Kenshō Hōkoku). Transmitido no Japão em 11 de abril de 1998, a apresentadora Miyuki Yadama pediu mais uma vez, em nome da emissora, desculpas pelo incidente, explicando sobre as circunstâncias do incidente e as alterações no formato do programa e os avisos na tela no início dos animes, além de mostrar cartas e desenhos de fãs enviados pelos espectadores, a maioria dos quais estavam preocupados de que o incidente levasse ao cancelamento do anime. Depois que o episódio foi ao ar, episódios anteriores que tivessem efeitos semelhantes aos da convulsão foram editados (especialmente os lançamentos não-japoneses).
"Dennō Senshi Porygon" foi o quinto episódio a ser banido na Coreia do Sul devido a flashes de luz. Este foi o 38º episódio da série original japonesa.
Por causa deste episódio, seu horário foi substituído por Class King Yamazaki (学級王ヤマザキ, Gakkyūōyamazaki).

### Episódios não-exibidos

#### "Batalha na Ilha do Tremor! Dojoach (Barboach) vs. Namazun (Whiscash)!!" (Episódio 377)
Em "Batalha da Ilha do Tremor! Dojoach (Barboach) vs. Namazun (Whiscash)!!" Ash Ketchum acabou de terminar o ginásio da cidade de Mossdeep, e seu próximo objetivo é o ginásio final da cidade de Sootopolis. Ash e seus amigos viajam em direção à Ilha Jojo no caminho e são pegos por um terremoto causado por Whiscash. Eles então conhecem um treinador Pokémon chamado Chōta.
O episódio foi originalmente programado para ir ao ar no Japão em 4 de novembro de 2004, mas foi pulado devido às semelhanças do episódio com o terremoto de Chūetsu em 23 de outubro de 2004. O episódio foi adiado posteriormente, mas foi pulado e eventualmente interrompido. Embora a maioria dos outros episódios não foram dublados para lançamento em inglês ou retirados das rotações de distribuição em inglês, este episódio de Pocket Monsters Advanced Generation foi o segundo episódio que não foi ao ar fora do Japão, e o primeiro episódio não foi ao ar no Japão. Desde então, o movimento de terremoto ao lado de movimentos semelhantes, como Fissura e Magnitude, não foram usados no anime. Este foi o 377º episódio da série de anime Pokémon.

#### "Equipe Rocket vs. Equipe Plasma!" (Episódios 682 e 683)
O episódio de duas partes "Equipe Rocket vs. Equipe Plasma!" foi originalmente programado para ser transmitido em 17 e 24 de março de 2011. O episódio Pokémon Smash na semana que teria seguido pela primeira parte foi impedido de transmitir devido à cobertura de notícias do terremoto e tsunami de Tōhoku de 2011, antes de ser adiado devido ao conteúdo dos episódios em que Castelia City é destruída. Havia planos para os episódios serem transmitidos em uma data posterior, mas o episódio nunca foi ao ar. Cenas deste episódio foram posteriormente usadas no episódio "Meloetta and the Undersea Temple", que foi ao ar em 27 de setembro de 2012, bem como em "Strong Strategy Steals the Show", que foi ao ar em 13 de dezembro de 2012. Estes foram os 682 e 83º episódios da série de anime Pokémon.

### Episódios adiados

#### "Um Perito em Pesca em uma Competição Duvidosa!" (Episódio 696)
O episódio "Um Perito em Pesca em uma Competição Duvidosa!" foi adiado de sua data de exibição original de 7 de abril de 2011 para 23 de junho de 2011, devido ao grande terremoto e tsunami de 2011. O episódio foi originalmente intitulado "Torneio de Pesca Hyun City! O Sommelier de Pesca Dent está aqui!!" (ヒウンシティのつり大会！釣りソムリエ・デント登場!!, Hiunshiti no tsuri taikai! Tsuri somurie dento tōjō!!) mas para se adequar à nova data de exibição, as referências ao cenário de Castelia (Hiun) City foram removidas. Este foi o 696º episódio da série de anime Pokémon.

#### "Um Lugar Submarino Para Chamar de Lar!" (Episódio 851)
O episódio "Um Lugar Submarino para Chamar de Lar!", com Ash, Clemont, Serena e Bonnie ajudando um Skrelp (Kuzumo) a voltar para sua família em um navio de cruzeiro naufragado, foi originalmente programado para ser transmitido em 24 de abril de 2014. No entanto, o naufrágio do MV Sewol fez com que o episódio fosse retirado com planos para uma transmissão posterior que foi exibida oficialmente no Japão em 20 de novembro de 2014. Ele teve sua estreia mundial na Coreia do Sul em 8 de agosto de 2014, logo após o episódio 824, conforme planejado originalmente. Ele também finalmente fez sua estreia dublada em inglês em 7 de fevereiro de 2015.

#### Episódios 1110 a 1116
Esses sete episódios foram adiados de suas datas de exibição originais de 26 de abril, 3 de maio, 10 de maio, 17 de maio, 24 de maio, 31 de maio e 7 de junho de 2020, respectivamente, devido à pandemia de COVID-19 e substituídos por reprises. Em 7 de junho de 2020, o anime Pokémon retomou a exibição de novos episódios, começando com o episódio 1110.

## Episódios banidos fora da Ásia

### Episódios removidos pela 4Kids Entertainment

#### "Beauty and the Beach" (Episódio 18)
"Beauty and the Beach" é o 18º episódio da série original japonesa. Foi o primeiro episódio a ser originalmente pulado pela 4Kids Entertainment após a transmissão americana original da série até 2000. Em 24 de junho de 2000, uma versão dublada em inglês do episódio foi ao ar no canal estadunidense Kids 'WB como "Beauty and the Beach".
Neste episódio, todas as personagens femininas entram em um concurso de beleza. A Equipe Rocket também entra, com James vestindo um traje com seios infláveis. Uma cena do episódio envolve James exibindo seus seios artificiais para um efeito humorístico, provocando Misty dizendo: "Talvez, um dia, quando você for mais velha, você terá um peito como este!" e em uma cena, ele incha os seios até o dobro do tamanho original. Quando foi dublado e exibido em 2000, todas as cenas de James de biquíni (cerca de 40 segundos) foram editadas. Há uma série de outras cenas sexualizadas, como uma em que Ash e Brock ficam surpresos ao ver Misty de biquíni e outra em que um homem mais velho parece se sentir atraído por ela. Além disso, todo o texto em língua japonesa nas placas, etc. permanece intacto neste episódio, ao contrário de outros episódios da primeira temporada em que foi substituído digitalmente por texto em inglês.

#### A Lenda de Dratini (Episódio 35)
"A Lenda de Miniryu (Dratini)" (ミニリュウの伝説, Miniryū no Densetsu), nos Estados Unidos, "The Legend of Dratini" foi o segundo episódio a ser pulado pela 4Kids Entertainment, e o primeiro episódio que nunca foi ao ar em qualquer formato dublado. Este foi o 35º episódio da série original japonesa.
Este episódio foi proibido em quase todos os países fora do Japão, em grande parte devido ao uso frequente de armas de fogo. Uma cena em particular envolve o diretor do safári, Kaiser, apontando um revólver para Ash e perguntando se ele quer levar um tiro. Também nesse episódio, há uma cena em que Meowth aparece com um bigode de broxa semelhante ao de Adolf Hitler. A ausência deste episódio leva a problemas de continuidade, já que Ash captura 29 Tauros neste episódio, com um 30º tauro vindo de Brock usando uma de suas Bolas Safari. Os Tauros aparecem em episódios posteriores e são usados em torneios por Ash, e apenas um episódio alude de onde eles vieram.
Dratini só pôde ser visto fora do Japão pela primeira vez no episódio 251, Beauty is Skin Deep.

#### A Caverna de Gelo (Episódio 252)
"A Caverna de Gelo" (こおりのどうくつ!, Kōri no Dōkutsu!), nos Estados Unidos: "The Ice Cave", é foi o terceiro episódio a ser pulado pela 4Kids Entertainment; se fosse ao ar, o episódio faria parte de Pokémon: Master Quest (5ª temporada). Este episódio provavelmente foi pulado devido ao aparecimento da controversa Pokémon Jynx. Este foi o 252º episódio da série original japonesa. Algumas pessoas acreditavam que Jynx era um estereótipo racial de africanos semelhantes aos de The Story of Little Black Sambo por causa de seus grandes lábios rosados e pele negra, ou que ela parecia uma atriz usando blackface. Jynx foi reeditada mais tarde e recebeu pele roxa em episódios posteriores. Em Portugal, foi exibido fora da ordem original.

## Episódios temporariamente retirados nos Estados Unidos após os ataques de 11 de setembro
Esses episódios foram temporariamente removidos após os ataques de 11 de setembro por conter destruição de edifícios, ou alusão ao nome e/ou armas no episódio.[carece de fontes?]

### Tentacool & Tentacruel (Episódio 19)
Este episódio foi temporariamente retirado de exibição após os ataques de 11 de setembro de 2001, principalmente por causa das semelhanças entre os ataques e o ataque de Tentacruel à cidade. A personagem Nastina também usou armas de estilo militar durante as cenas de luta do episódio. No entanto, Tentacruel batendo em um prédio não foi removido do tema de abertura da dublagem, e o episódio foi lançado nos Estados Unidos em DVD. O episódio foi ao ar um mês após os ataques de 11 de setembro, e não foi ao ar nos Estados Unidos novamente até que a série começou a ir ao ar no Cartoon Network e Boomerang. Também não foi mostrado por um curto período de tempo em 2005 após o furacão Katrina, pois retrata uma cidade inundada debaixo d'água. O episódio teve sua exibição normal no Brasil e em Portugal.[carece de fontes?]

### A Torre do Terror (Episódio 23)
Este episódio foi temporariamente retirado após os ataques de 11 de setembro devido ao seu título, que aludia aos ataques terroristas. Posteriormente, voltou ao ar. O episódio apresenta Ash e seus amigos viajando para Lavender Town para capturar um Pokémon Fantasma na Torre Pokémon. Ash Ketchum e seu Pokémon, Pikachu, "morreram" durante este episódio e assombraram seus amigos com o Pokémon do tipo fantasma Gastly, Haunter e Gengar, antes que seu espírito voltasse para seu corpo vivo e voltasse à vida. Embora o episódio em questão não tenha semelhanças com os ataques de 11 de setembro, o episódio provavelmente foi retirado devido ao título. No Brasil e em Portugal, foi exibido normalmente.[carece de fontes?]

### Quanto Mais Brigas, Melhor
Em alguns países o clímax foi considerado inapropriado para crianças, por tratar de assuntos maduros como guerra dos sexos e romance.

### Ash & May: Batalhas quentes em Hoenn
Este episódio é um resumo dos fatos ocorridos durante a série, considerado inútil e irrelevante em outros países.

### Ash & Dawn: Encarando uma Nova Aventura
Também é um episódio resumo.

### Criaturas Misteriosas: Pokémon!
Mais um episódio resumo.

### Dawn começa de novo
Este episódio mostra Dawn retornando para Twinleaf Town depois de se separar de Ash e Brock. Ela ia decidir qual seu pokémon inicial ia levar para recomeçar sua jornada. Ela também conhece Shinko que tinha um bloco de notas que tomava nota. Este episódio não faz parte dos episódios de Sinnoh, poderia como parte do Pokémon Chronicles, apenas na versão japonesa.

### Crise no Ginásio Prateado
Este episódio mostra Brock retornando para Pewter Town depois de se separar de Ash e Dawn. Brock estava resolvendo para que seu irmão Forrest pudesse assumir o ginásio como líder de ginásio. Este episódio também não faz parte dos episódios de Sinnoh, apenas na versão japonesa.

### A Batalha de Acordo com Leonora
Nos dois episódios Leonora aparece com avental, por ser uma discriminação racial com a personagem, ela sofre um redesign no visual.

### Cilan e Brock! O Ultraje de Gyarados
Depois de se separar de Íris e Ash, Cilan se depara com um Gyarados. Foi quando ele conheceu Brock, antigo companheiro de jornada de Ash de Kanto, Johto, Hoenn e Sinnoh. Este episódio não faz parte dos episódios de Unova, apenas na versão japonesa.

### Íris e Clair! O Caminho para ser uma Mestra de Dragões
Depois de se separar de Cilan e Ash, Íris se depara com um ocorrido e também lá se depara com Clair, a líder de ginásio de Johto. Este episódio também não faz parte dos episódios de Unova, apenas na versão japonesa.

### Mewtwo — Prólogo para o Despertar
Este episódio seria o prólogo para o filme Pokémon o Filme: Genesect e a Lenda Revelada. Nele vemos Virgil retornando as suas funções depois de ganhar na liga Unova como também se depara com um Mewtwo. Ele também é assistido por Ash, Íris e Cilan através de um telão. Também não faz parte dos episódios de Unova, apenas na versão japonesa.

### Pokémon: A Mega Evolução
Esse prólogo é divido em 4 partes e mostra Alain e quando ele se ingressou na Equipe Flare e também quando ele conheceu Mairin. Este especial não faz parte da cronologia de Kalos, apenas na versão japonesa.

### Cilan e Clemont! Uma dupla poderosa
Clemont está pescando e sua irmã Bonnie se encontrava tediada, em que aparece Cilan, companheiro de jornada de Ash e Íris pela região de Unova. Este episódio não faz parte dos episódios de Kalos, apenas na versão japonesa.

### Ida Eletrizante ao Mercado!!!!
Em um episódio Ash acaba preparando algo pra comer, mas este acaba vomitando no Pikachu, uma cena excluída.

### Ash e Passimian! O "Touchdown" de Uma Amizade!!
Este episódio Ash se disfarça de um dos Passimian, mas este episódio é banido em outros países pelo fato de ser muito racista aos negros.

### O Mais Alto Degrau da Fama!
Em um dos episódios eles usam shurikens para acertar alvos e um desses acerta a cabeça de Kiawe tirando cabelo, este episódio as shurikens sofrem um redesign colocando sucção nas pontas.